# Freche Mädchen 2
Freche Mädchen 2 ist ein deutscher Jugendfilm aus dem Jahr 2010. Es ist die Fortsetzung von Freche Mädchen und basiert auf einem Roman von Bianka Minte-König aus der Buchreihe Freche Mädchen – freche Bücher.

## Handlung
Die drei besten Freundinnen Mila, Kati und Hanna teilen alle Geheimnisse untereinander. So ist Mila gerade mit ihrem Freund Markus zerstritten. Nachdem Kati erfahren hat, dass ihre Eltern sich trennen, hält sie nicht mehr viel von ihrem Freund Tobi. Nur Hanna ist mit ihrem Branko zufrieden. Sie muss es auch, denn er managt sie und verspricht ihr eine große Zukunft. Allerdings muss sie erstmal warten, denn mit dem Schulchor geht es für die Vorbereitung zu den Proben der Abschlussfeier in die bayerischen Berge. Die Handys werden eingezogen, und auch sonst herrscht ein militärischer Umgangston.
Aber das beeindruckt die drei Freundinnen wenig. Sie haben bereits eine Flucht geplant, damit Kati noch rechtzeitig an einem Shooting in München teilnehmen kann. Während Kati versucht ihre Modelkarriere zu retten, scheitert Mila daran, ihren Freund Markus zu erreichen. Er verbringt die Ferien auf dem Reiterhof, und zwar mit ihrer Erzfeindin Vanessa. Da sie es nicht schafft, pfeift sie auf die Beziehung und versucht ihr Glück bei dem coolen Antony.
Kati hat bei dem Fotoshooting Robert kennengelernt, der sie nachher zurück in die Berghütte gefahren hat. Doch der ist scheinbar kein guter Einfluss, wenn er sie dazu bringt, sich zu betrinken und außerdem hat sie ja Tobi.
Dann bricht auch noch die Freundschaft zwischen den Mädchen auseinander, nachdem Kati versucht, Hanna zu zeigen, dass Branko doch nicht immer so nett und offen ist, wenn es um ihren Gesang geht. Hanna ist danach sauer auf Kati und Mila möchte zu dem Streit der beiden keine Stellung beziehen, was die anderen beiden nur noch mehr anheizt.
Auch die Beziehungen scheitern: Tobi findet einen Zettel, auf dem Kati ihn bewertet hat, einen zweiten mit Robert. Beide haben die gleiche Punktzahl, jedoch nicht die volle. Markus prügelt sich mit Antony auf dem Schulhof, nachdem Mila aus Eifersucht auf Vanessa den Kontakt zu ihm abgebrochen hat und ihm ausweicht. Branko ist sauer, da Hanna mit dem Singen aufhören will, da sie keine Freude mehr daran hat, wo er doch so viel für ihre Karriere getan hat. Da hilft es auch wenig, dass sich Katis Eltern wieder vertragen.
Letzten Endes schweißt das gemeinsame Unglück die Freundinnen aber auch wieder zusammen, jetzt sind sie wieder alle Singles. Bei der Schulaufführung, für die der Chor geübt hatte, versöhnen sich außerdem Tobi, und Kati sowie Markus und Mila und kommen wieder zusammen. Als alle für den Schluss auf der Bühne stehen, steht Branko mit einer roten Rose hinter der Bühne und wartet auf Hanna. Zum glücklichen Ende feiern die drei versöhnten Pärchen gemeinsam ein schönes Abschlussfest.

## Kritiken
„Biedere Jugendbuch-Verfilmung mit aufgesetzten dramatischen Konflikten. Die stilistische Eigenwilligkeit des Vorgängerfilms schimmert nur noch gelegentlich auf und weicht dekorativen Landschaftspanoramen.“

„Auch wenn die Story ziemlich lasch ist, der Film ist gut gemacht. Das Filmteam um Produzent Ulrich Limmer hat hier ganze Arbeit geleistet. Die Dramaturgie der bayerischen Berglandschaft, die chaotische Abschlussfeier oder die Szenenwechsel zwischen Stadt und Land sind nur einige Beispiele für die saubere und sensible Produktion. Freche Mädchen 2 bedient sich zwar zu vieler Hollywood-Klischees eines sogenannt typischen Mädchenalltags, doch lassen vage Erinnerungen an diese Zeit vermuten, dass es eigentlich auch so war: Jedes Girl ist eine kleine Dramaqueen mit Starallüren. Und jedes Leben irgendwie auch reif für Hollywood.“

„Auch wenn hier absolut nichts Neues erzählt wird, überzeugen wie schon im Vorläufer die frischen Jungdarsteller(innen), die hier manchmal sogar den renommierten Mimen den Rang ablaufen. Regisseurin Ute Wieland beweist hier wieder ihr Gespür für Pointen. Eigentlich gilt: wie gehabt!“

## Hintergrund
Der Film wurde vom 18. Mai bis 15. Juli 2009 in Eching (Landkreis Freising), München, Berchtesgaden und Wuppertal (die Wuppertaler Schwebebahn ist teilweise zu sehen) gedreht. Er kam am 5. August 2010 in die deutschen Kinos und wurde dabei von 432.612 Zuschauern gesehen, was einem Gesamtumsatz von etwa 2,36 Mio. Euro entsprach. Seit dem 13. Januar 2011 ist der Film als DVD und Blu-ray Disc erhältlich.